# Sam Arday
Samuel Hemans Arday, plus connu sous le nom de Sam Arday (né le 2 novembre 1945 à Accra, à l'époque dans la Côte-de-l'Or, aujourd'hui au Ghana et mort le 12 février 2017) est un entraîneur de football ghanéen.

## Biographie
Sam Arday est notamment connu pour avoir repéré de nombreux talents ghanéens, tels que Harrison Afful ou encore Dominic Adiyiah entre autres.

## Palmarès
Ghana
- Jeux olympiques :
  -  Bronze : 1992.